# Constant Lambert
Pour les articles homonymes, voir Lambert.
Constant Lambert est un compositeur et chef d'orchestre britannique, né à Londres le 23 août 1905, décédé au même lieu le 21 août 1951.

## Biographie
En 1922, il intègre le Royal College of Music où il étudie le piano, la composition notamment avec Ralph Vaughan Williams et la direction d'orchestre avec Malcolm Sargent. En 1925, alors qu'il n'a pas encore vingt ans, Serge Diaghilev lui commande, pour ses Ballets russes, une musique de ballet pour Romeo and Juliet. En 1927, il compose The Rio Grande, cantate pour piano, chœurs et orchestre, sans doute sa partition la plus connue, créée en 1929 (elle sera notamment jouée, sous sa direction, par le Hallé Orchestra, avec Sir Hamilton Harty au piano). Dans les années 1930, il est à la tête de l'orchestre du Sadley's Wells Ballet et ira avec lui en tournée aux États-Unis et en Europe. Également critique musical, il publie en 1934 Music Ho ! (sous-titre : A Study of Music in Decline), livre où il exprime notamment son goût pour la satire et le jazz.
Même s'il se consacre davantage à la direction d'orchestre (notamment du Philharmonia Orchestra après la Seconde Guerre mondiale), on lui doit un certain nombre de compositions dans des domaines variés : pièces pour piano, mélodies, deux concertos pour piano, musiques de ballets, deux cantates, des arrangements divers pour orchestre (d'après François Couperin, Franz Liszt, Emmanuel Chabrier, Georg Friedrich Haendel...), ainsi que deux musiques de films.
Décédé l'avant-veille de ses 46 ans d'une pneumonie (compliquée par son alcoolisme et un diabète non traité), il laisse un fils, Kit Lambert (producteur et manager dans le rock, notamment des Who, 1935-1981). Il fut enterré dans le cimetière Brompton.

## Œuvres

### Partitions classiques (sélection)
(l'année est celle d'achèvement de l'œuvre)
- 1924 : Concerto pour piano et orchestre ;
- 1925 : Romeo and Juliet, musique de ballet ; Suite in Three Movements pour piano ;
- 1926 : Pomona, musique de ballet ;
- 1927 : Music for Orchestra ; Eight Poems of Li-Po pour voix et huit instruments ; The Rio Grande, cantate pour piano, chœurs et orchestre ;
- 1929 : Sonate pour piano ;
- 1931 : Concerto pour piano et neuf instruments ;

1933: Les rendez-Vous, ballet composé à partir d'oeuvres de DFE Auber et notamment le ballet de l'Enfant Prodigue
- 1935 : Summer's Last Will and Testament, cantate pour baryton, chœurs et orchestre ;
- 1937 : Horoscope, musique de ballet (partition intégrale réputée perdue) ;
- 1938 : Horoscope, suite de ballet ;
- 1941 : Aubade héroïque (titre original) pour petit orchestre ;
- 1950 : Tiresias, musique de ballet.

### Musiques de films
- 1941 : Merchant Seamen de J.B. Holmes (documentaire) ;
- 1948 : Anna Karénine,  (Anna Karenina) de Julien Duvivier.